# Associazione Calcio Ilva Bagnolese 1945-1946
Questa pagina raccoglie i dati riguardanti l'Unione Sportiva Bagnolese nelle competizioni ufficiali della stagione 1945-1946.

## Divise
| Casa | Trasferta |

## Rosa
| N. |                   | Ruolo | Calciatore  |
| -- | ----------------- | ----- | ----------- |
|    | Italia (bandiera) |       | Accetta     |
|    | Italia (bandiera) |       | Barra       |
|    | Italia (bandiera) |       | Botto       |
|    | Italia (bandiera) |       | Calandrelli |
|    | Italia (bandiera) | P     | Caropreso   |
|    | Italia (bandiera) |       | Caruso      |
|    | Italia (bandiera) |       | Esposito    |

| N. |                   | Ruolo | Calciatore |
| -- | ----------------- | ----- | ---------- |
|    | Italia (bandiera) |       | Funari     |
|    | Italia (bandiera) |       | Izzo       |
|    | Italia (bandiera) |       | Natale     |
|    | Italia (bandiera) |       | Orbi       |
|    | Italia (bandiera) |       | Serio      |
|    | Italia (bandiera) |       | Sibilla    |
|    | Italia (bandiera) |       | Siniscalco |